# Zappa confluentus
A Zappa confluentus a csontos halak (Osteichthyes) főosztályának a sugarasúszójú halak (Actinopterygii) osztályába, ezen belül a sügéralakúak (Perciformes) rendjébe, a gébfélék (Gobiidae) családjába és az iszapugró gébek (Oxudercinae) alcsaládjába tartozó faj.
Nemének egyetlen faja.

## Neve
E gébfajnak a nemét, Frank Zappa amerikai zeneszerzőről nevezték el.

## Előfordulása
A Zappa confluentus Új-Guinea egyik endemikus hala. Kizárólag a Fly, Ramu és Bintuni nevű folyók alsó szakaszainál található meg.

## Megjelenése
Ez a halfaj legfeljebb 4,4 centiméter hosszú. A hátúszóján 7 tüske és 24-29 sugár, míg a farok alatti úszóján 1 tüske és 23-28 sugár ül.

## Életmódja
Trópusi halfaj, amely egyaránt megél az édes-, a brakk- és sósvízben is. A folyótorkolatok és árapálytérségek lakója. A víz alá is lemerülhet.